# جورج أ. بانكر
جورج أ. بانكر (بالإنجليزية: George A. Banker)‏ هو دراج أمريكي، ولد في 8 أغسطس 1874 في بيتسبرغ في الولايات المتحدة، وتوفي بنفس المكان في 1 ديسمبر 1917.

## وصلات خارجية
- جورج أ. بانكر على موقع أرشيف الدراجات (الإنجليزية)
- جورج أ. بانكر على موقع أوليمبيديا (الإنجليزية)